# Egeraracsa
Egeraracsa is een plaats (község) en gemeente in het Hongaarse comitaat Zala. Egeraracsa telt 371 inwoners (2001).